# Ligue de défense de la race nègre

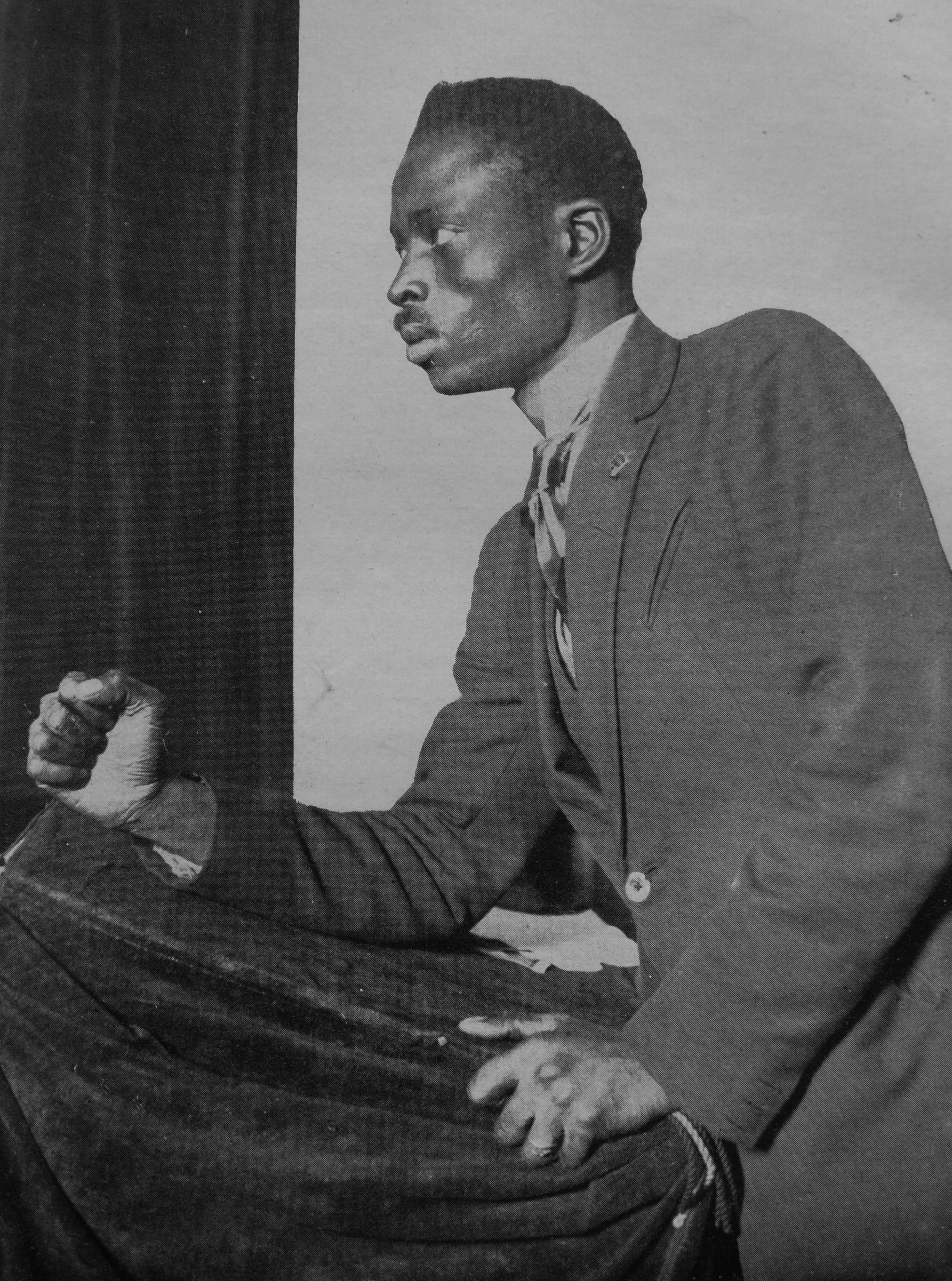
Lamine Senghor, fundador y primer secretario general de la LDRN, 1927

La Ligue de défense de la race nègre (en español: «Liga de Defensa de la Raza Negra») fue una organización de derechos civiles de personas negras originalmente francesa. Fue fundada en 1927 a partir de una organización predecesora cuyas raíces se remontan a 1924. Su sede estaba en París, pero en 1937 la organización francesa se disolvió. Bajo el nombre Liga zur Verteidigung der Negerrasse, hubo una sección alemana en Berlín de 1929 a 1935.

## Historia e orígenes

### Ligue universelle de défense de la race noire
La liga fue fundada como la Ligue universelle de défense de la race noire («Liga universal de defensa de la raza negra») el 30 de abril de 1924 por el panafricanista beninés Kojo Tovalou Houénou, quien también actuó como presidente. Fue la primera gran organización de reunión de negros específicamente caribeños y afrodescendientes en Francia. Publicó la revista bimestral Les Continents desde mayo de 1924, encabezado por el escritor martiniqués René Maran. Ese mismo año, Tovalou viajó a los Estados Unidos y asistió a una convención de la Universal Negro Improvement Association (UNIA) de Marcus Garvey, donde luego habló en el Carnegie Hall. A su regreso a París, las autoridades francesas consideraron peligrosos estos contactos y Tovalou se vio obligado a abandonar el país. La publicación simultánea en Les Continents de un duro texto de Maran contra el primer miembro africano del parlamento francés, Blaise Diagne, dio lugar a una demanda por difamación. Debilitada por la ausencia de su presidente, la Liga se disolvió.

### Comité de défense de la race nègre
De las filas de la disuelta Ligue, el exsoldado francés Lamine Senghor de Senegal y el joven abogado Joseph Gothon-Lunion de Guadalupe fundaron una nueva organización, el Comité de défense de la race nègre (CDRN), en marzo de 1926. Editó la revista La Voix des Nègres. Especialmente gracias a los esfuerzos de Senghor, que viajó por las ciudades portuarias francesas y pronunció discursos ante los trabajadores, se fundaron allí filiales del CDRN, al igual que en África Occidental. En 1926, la CDRN tenía cerca de 1000 miembros, 250 en Marsella, 150 en Burdeos, 300 en El Havre y 200 en París.
Sin embargo, rápidamente se desarrollaron disputas relacionadas con el contenido en la CDRN. Por un lado, estaba la cuestión de si el término nègre o noir debería servir como autodesignador: el mantener el término nègre era importante para Senghor; quiso reapropiar el término y «sacar esta palabra del barro por el que la arrastran para convertirla en símbolo». Según él, nègre simbolizaba los orígenes africanos y el radicalismo político, mientras que noir estaba asociado con ideas políticas colonialistas.
En el centro, sin embargo, estaba la cuestión del radicalismo político del grupo. La parte asimilacionista del comité estaba preocupada por la orientación decididamente anticolonial, así como más obrera y, en consecuencia, comunista de la facción en torno a Senghor y su voluntad de criticar abiertamente al gobierno francés, lo que podría interpretarse como antifrancés. Estas disputas llevaron a una división en el CDRN en una asamblea general el 27 de febrero de 1927. La facción moderada bajo liderazgo afrocaribeño se hizo cargo del CDRN y lo rebautizó Comité de défense de la race noire.

## Ligue de Défense de la Race Nègre
Como resultado de la separación, Senghor, Tiemoko Garan Kouyaté del Sudán francés y la empleada postal Camille Sainte-Rose de Martinica fundaron la Ligue de Défense de la Race Nègre (LDRN) en mayo de 1927, inicialmente dirigido por Senghor. A partir de junio, la revista mensual La Race Nègre apareció como la publicación del grupo.
Ya sin restricciones por parte de los miembros moderados y asimilacionistas, la Liga formuló posiciones anticolonialistas como la exigencia de independencia de las colonias y las vinculó con ideas comunistas. Tenía grupos activos en todas las principales ciudades portuarias, con un total de alrededor de 1000 miembros. Al igual que sus organizaciones predecesoras y sucesoras, la LDRN estaba controlada por las autoridades. De los aproximadamente 50 miembros espiados en París, aproximadamente la mitad trabajaban como proveedores de servicios o trabajadores, 7 eran estudiantes y 5 eran abogados, y el resto eran en su mayoría pequeños empleados.
Si bien hubo acuerdo sobre el principio anticolonial básico, las demandas exactas dentro del grupo fueron bastante variables. Si bien algunos miembros articularon posiciones nacionalistas, otros abrazaron ideas panafricanistas. Aunque la independencia de cualquier tipo para las colonias era un objetivo común indiscutible, el grupo también luchó por mejoras en el statu quo cotidiano de los africanos franceses. Las ideas comunistas cultivadas por la dirección encontraron repetidamente recelos en partes del grupo porque esto excluiría a posibles miembros del grupo con mentalidad antiimperialista pero no comunista. Ludovic Lacombe, un miembro haitiano del grupo, lo expresó de esta manera, diciendo que era un «negro nacionalista pero anticomunista que no quería un amo, ni blanco ni rojo».

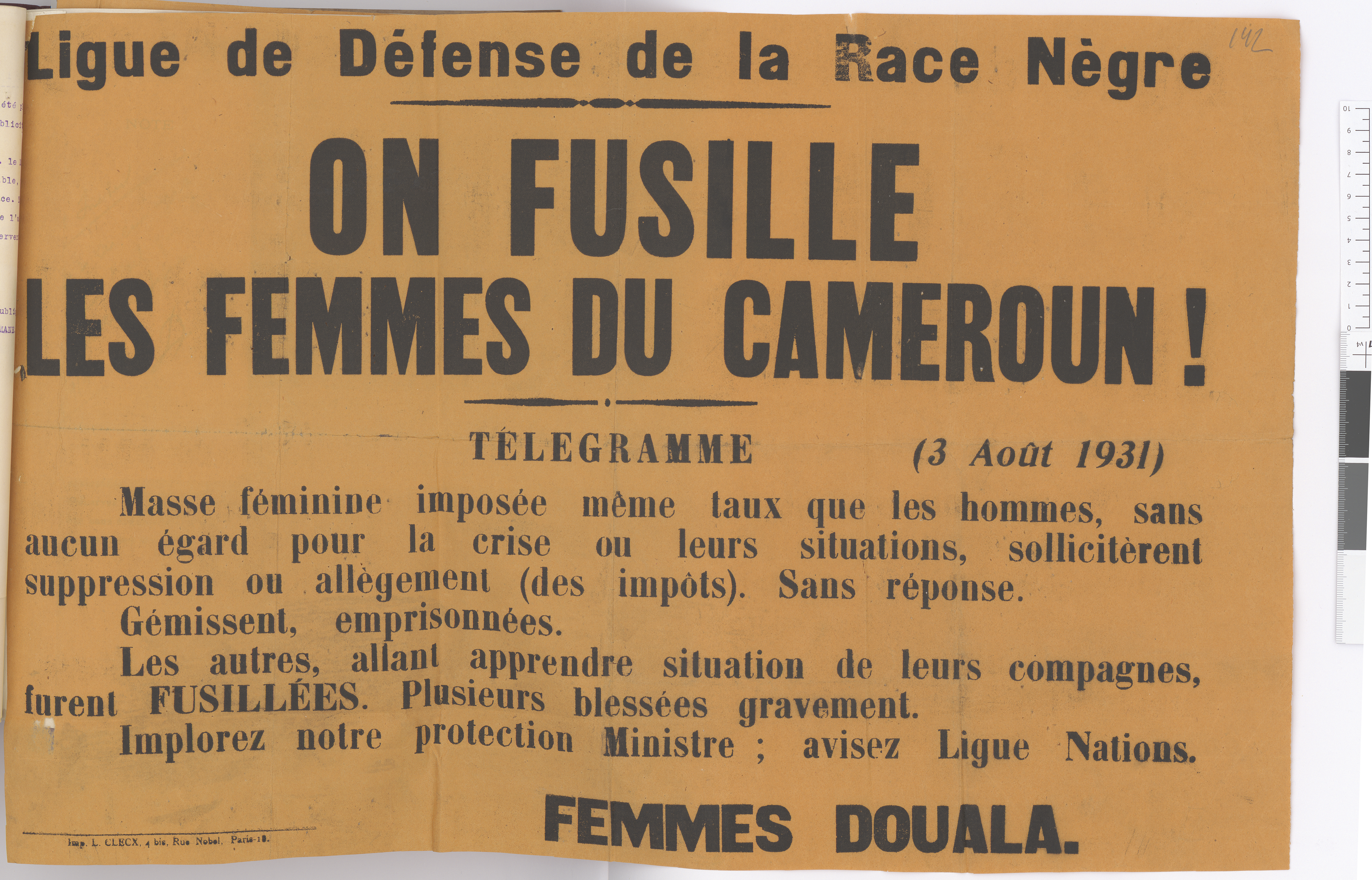
Cartel de la LDRN que informa sobre un tiroteo contra mujeres manifestantes en Douala, Camerún, en agosto de 1931.

Senghor murió a finales de 1927. Le sucedió Kouyaté, quien en los años siguientes construyó una red internacional, incluso con un grupo congoleño en Bruselas, un grupo de corta duración en torno al posterior presidente keniano Jomo Kenyatta en Londres, con activistas estadounidenses como W. E. B. Du Bois, y en Colonias francesas como Senegal y Camerún. Kouyaté también contrabandeó material de propaganda a Camerún; Durante un corto tiempo, también hubo una rama directa de la liga en Kribi. Estas actividades en Francia y las colonias francesas en África Occidental alarmaron enormemente a las autoridades francesas, que ya vigilaban a la LDRN y la veían como una organización de fachada comunista antifrancesa.
A principios de 1931, comenzó una disputa sobre el liderazgo del grupo entre el ala comunista en torno a Kouyaté y un ala «meramente» antiimperialista en torno a Émile Faure, un ingeniero de Senegal,lo que dio como resultado dos grupos separados que afirmaban ser la LDRN. Después de que Faure presentara una denuncia oficial contra Kouyaté ante la policía, siguieron muchos registros, arrestos y acoso por parte de las fuerzas policiales. En abril de 1931, dos números diferentes de La Race Nègre aparecieron, uno de Kouyaté, el otro de Émile Faure, el abogado André Béton de Guadalupe, y Ludovic Lacombe.
La cuestión de la propiedad de los nombres Ligue de Défense de la Race Nègre y la revista La Race Nègre fue litigada en los tribunales entre Faure y Kouyaté y en 1932 el tribunal decidió que era de Faure. En agosto de 1931, Kouyaté ya había cambiado el título de su revista por Le Cri des Nègres. Ya sea en 1931 o 1932, la Union des travailleurs nègres (UTN) se fundó entonces como sucesor comunista no dogmático de la Ligue, pero pronto fue tomado por comunistas dogmáticos y expulsó a Kouyaté. En 1939 la UTN se disolvió.
Después de la escisión, el ahora debilitado LDRN permaneció inactivo hasta 1934, cuando resurgió para celebrar la muerte de Blaise Diagne. Dirigido por Émile Faure como presidente, adoptó una posición decididamente panafricana y anticolonialista, atacando tanto a los asimilacionistas como a los comunistas anticolonialistas y al movimiento Negritud. La Race Nègre se publicó esporádicamente hasta que cesó en 1936, representando «el núcleo de una doctrina de nacionalismo en toda regla, cultural y política, el primer avance de este tipo entre los negros franceses». La LDRN fue finalmente suprimida en 1937 por las autoridades francesas, y Faure fue arrestado y desterrado al Sáhara hasta el final de la Segunda Guerra Mundial.

## El capítulo alemán:Liga zur Verteidigung der Negerrasse
En Berlín, el 17 de septiembre de 1929, siete hombres de Duala (Camerún) fundaron la Liga zur Verteidigung der Negerrasse (LzVN). Con este paso se opusieron al empeoramiento de las dificultades económicas y a los prejuicios raciales en Alemania y querían establecer una organización para el trabajo político y cierto apoyo moral y financiero mutuo. A lo largo del año se reunieron unos 30 hombres y mujeres negros, algunos de los cuales ya se habían conocido en el  Afrikanischer Hilfsverein, la primera organización de alemanes negros, centrada en apoyo mutuo, que se había disuelto a mediados de la década de 1920. La fundación de la sección alemana de la LDRN fue apoyada por Willi Münzenberg, fundador de la Liga Contra el Imperialismo (LgI), que ya desde 1926 reunía a personas importantes de la comunidad africana en Berlín por motivos anticolonialistas. También estableció contacto con Kouyaté, que estuvo presente en la reunión fundacional. Unos meses antes, Kouyaté ya había tenido ejemplares de La Race Nègre distribuido en Berlín a través de Münzenberg.

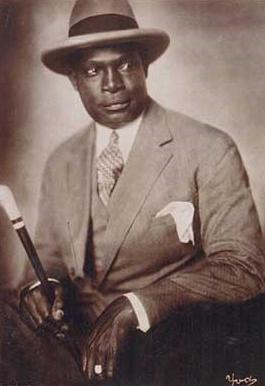
Louis Brody, fundador y miembro de la junta directiva de LzVN.

La mayoría de los miembros procedían de la antigua colonia alemana de Camerún, algunos de África occidental, como Togo. Todos los alemanes negros y sus cónyuges podrían convertirse en miembros de la asociación. El presidente era Victor Bell, otros miembros de la junta directiva eran el actor Louis Brody, Thomasul Kuo Ngambi, Richard Ekamby Menzel y, como secretario general y figura central, el panafricanista y comunista , que fue cada vez más activo en la política internacional con la ayuda de sus mentores Kouyaté y el influyente y renombrado activista panafricano George Padmore. Debido a sus relaciones comunistas, el grupo fue en ocasiones vigilado por las autoridades.

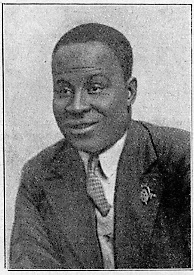
Joseph Bilé, fundador y miembro de la junta directiva de LzVN, 1932.

En sus estatutos, la LzVN declaró como objetivo lograr la «liberación de los negros» a nivel internacional y luchar a nivel nacional por un Estado africano grande e independiente. Abogó por la independencia de los estados africanos, especialmente la defensa de la independencia de Liberia y Etiopía, alentó a los alemanes negros a unirse a los sindicatos alemanes e instó a sus miembros a brindarse apoyo moral y material mutuo, un legado del Afrikanischer Hilfsverein.
Desde el punto de vista organizativo, la LzVN formaba parte de la LgI, estaba financiada por ésta y también tenía su sede en su sede de Friedrichstraße 24. Cooperó con la Comintern y una red más amplia de organizaciones y activistas internacionalistas negros en Europa y África, además de su organización hermana francesa. El grupo contrabandeó escritos políticos como los estatutos del LzVN, entre otros, a Camerún y mantuvo contacto con activistas allí; lo más probable es que también estuvieran involucrados en protestas anticoloniales en Douala. En 1930, el grupo representó la obra de Brody Amanecer en Oriente en Neukölln, la primera mitad en Duala y la segunda en francés, inglés y alemán. La obra presentó probablemente por primera vez en Alemania la historia africana y la cultura de los africanos sin recurrir a estereotipos contemporáneos. Sin embargo, los planes para establecer su propio «teatro de carreras» no se llevaron a cabo porque los recursos financieros esperados por la Liga francesa no estaban disponibles. También en 1930, Bilé asistió a la Primera Conferencia Internacional de Trabajadores Negros en Hamburgo como delegado de la LzVN, lo que mejoró su estatus dentro del movimiento anticolonial, al igual que las discusiones posteriores sobre él en la LgI y la Comintern, que lo designaron para entrenamiento en Moscú y despliegue como agitador en África.
Mientras continuaba el debate sobre Bilé, la LzVN también acusó a la LgI de no proporcionar al grupo suficiente apoyo financiero. Según Bilé, los supervisores responsables, Virendranath Chattopadhyaya y Bohumír Šmeral, no habían cumplido varias promesas de financiación; Según Kouyaté, Chattopadhyaya incluso se había opuesto a cualquier financiación adicional para el grupo, considerando que no sería una pérdida si se disolviera. Como resultado, la LzVN se negó a seguir trabajando con la LgI y, en cambio, recurrió al Partido Comunista de Alemania (KPD) en busca de apoyo. Aunque esto pacificó el conflicto, las dificultades personales de los miembros provocaron intrigas y disputas internas. Con la toma del poder por los nazis en 1933, el grupo quedó indefenso. En 1933, el KPD y la sección alemana de la LgI lucharon bajo el nuevo gobierno, Padmore y Münzenberg habían abandonado el país y Kouyaté estaba solo después de haber sido expulsado por la Liga, su sucesora y el Partido Comunista Francés por igual. Como resultado, el LzVN cesó por completo su trabajo. Muchos miembros del LzVN abandonaron Alemania; en agosto de 1934, según Bell, al grupo sólo le quedaban dos miembros. En 1935 el grupo se disolvió oficialmente.